# عروسک (فیلم ۱۳۸۸)
عروسک نام فیلمی به کارگردانی و تهیه‌کنندگی ابراهیم وحیدزاده است. این فیلم در سال ۱۳۸۸ ساخته و بر روی پرده سینما رفت.

## داستان فیلم
زن جوانی به نام فرشته که در جستجوی پیدا کردن شغل مناسبی است، با راهنمایی‌های دختر خاله اش، مگی برای مصاحبه به یک شرکت خصوصی می‌رود و در آنجا به شکلی غیرمنتظره با پیشنهاد ازدواج خسرو خسروی رئیس متمول و عاشق‌پیشه شرکت، روبرو می‌شود. فرشته چند سال پیشتر یک بار ازدواج کرده و همسرش در همان روزهای آغاز زندگی مشترکشان بر اثر تصادف کشته شده‌است. ثروت چشم گیر خسرو، فرشته و خانواده اش را که وضع مالی چندان مساعدی ندارند. مجاب می‌کند، این تقاضا را بپذیرند و این ازدواج شکل می‌گیرد. اما با کنجکاوی‌های مگی که به خسرو شک کرده، چهره واقعی او و ماهیت شرکتش افشا می‌شود. خسرو که یک خلافکار با سابقه و هفت خط است با تغییر نام و چهره، دو شرکت خصوصی مشابه راه انداخته و در زمان‌های مرخصی اش از زندان خلاف کاری‌هایش را مدیریت می‌کند. او با دادن وعده‌های واهی به مراجعه کنندگان شرکت اول که حالا فرشته پس از ازدواج با خسرو، مدیرعاملش شده سیم کارت‌هایشان را می‌گیرد و با قیمتی نازل به گروهی دیگر از متقاضیان در شرکت دوم می‌فروشد و از این راه سود بسیاری به جیب می‌زند. در شرکت دوم، زنی به نام شیرین هست که او هم موقعیتی مشابه فرشته دارد و فریب خورده‌است. مگی و فرشته و شیرین، پول‌های مراجعه کنندگان اغفال شده را به جای امن منتقل می‌کنند و پدر مگی که یک نظامی بازنشسته است، با اطلاع‌رسانی به موقع به پلیس، موجب دستگیری خسرو و وردستش عزت می‌شود. در پایان خانواده فرشته به همراه شیرین و با همکاری هم، پیتزافروشی به راه می‌اندازند.